# Pipe Masters
Pipe Masters – zawody surferskie, odbywające się co roku na rafie Banzai Pipeline, na północnym wybrzeżu Oʻahu. Są finałowymi zawodami, kończącymi zmagania w ramach ASP World Tour. Cieszą się dużą renomą i prestiżem, a wygranie ich jest dla surfera zaszczytem. W przeszłości Pipe Masters wygrał m.in. Kelly Slater. Niemal wszystkie zawody Pipe Masters zostały opisane w różnego rodzaju książkach lub nagrane i wydane na DVD i wideo.
Fragment zawodów został ukazany w filmie Blue Crush.

## Zwycięzcy
| Rok  | Zwycięzca      | Pochodzenie |
| ---- | -------------- | ----------- |
| 2010 | Jeremy Flores  | Francja     |
| 2009 | Taj Burrow     | Australia   |
| 2008 | Kelly Slater   | USA         |
| 2007 | Bede Durbidge  | Australia   |
| 2006 | Andy Irons     | Hawaje      |
| 2005 | Andy Irons     | Hawaje      |
| 2004 | Jamie O’Brien  | Hawaje      |
| 2003 | Andy Irons     | Hawaje      |
| 2002 | Andy Irons     | Hawaje      |
| 2001 | Bruce Irons    | Hawaje      |
| 2000 | Rob Machado    | USA         |
| 1999 | Kelly Slater   | USA         |
| 1998 | Jake Paterson  | Australia   |
| 1997 | John Gomes     | Hawaje      |
| 1996 | Kelly Slater   | USA         |
| 1995 | Kelly Slater   | USA         |
| 1994 | Kelly Slater   | USA         |
| 1993 | Derek Ho       | Hawaje      |
| 1992 | Kelly Slater   | USA         |
| 1991 | Tom Carroll    | Australia   |
| 1990 | Tom Carroll    | Australia   |
| 1989 | Gary Elkerton  | Australia   |
| 1988 | Robby Page     | Australia   |
| 1987 | Tom Carroll    | Australia   |
| 1986 | Derek Ho       | Hawaje      |
| 1985 | Mark Occhilupo | Australia   |
| 1984 | Joey Buran     | USA         |
| 1983 | Dane Kealoha   | Hawaje      |
| 1982 | Michael Ho     | Hawaje      |
| 1981 | Simon Anderson | Australia   |
| 1980 | Mark Richards  | Australia   |
| 1979 | Larry Blair    | Australia   |
| 1978 | Larry Blair    | Australia   |
| 1977 | Rory Russel    | Hawaje      |
| 1976 | Rory Russel    | Hawaje      |
| 1975 | Shaun Tomson   | RPA         |
| 1974 | Jeff Crawford  | USA         |
| 1973 | Gerry Lopez    | Hawaje      |
| 1972 | Gerry Lopez    | Hawaje      |
| 1971 | Jeff Hackman   | Hawaje      |